# 王之翰 (道光進士)
王之翰（1819年—1884年），字次屏，号湘筠，山東潍城人，清末教育家、進士出身。

## 生平
道光二十四年（1844年）登進士，授翰林院編修，后官至內閣學士、兼禮部侍郎。咸豐年間不再出仕，從事教授。